# Edward H. East
Edward Hazzard East (1 de outubro de 1830 – 12 de novembro de 1904) foi um advogado, juiz e político americano. Ele serviu como Secretário-de-estado para o Tennessee de 1862 a 1865, tendo sido nomeado por Andrew Johnson, governador militar deste estado sob a ocupação do exército da União durante a Guerra Civil. East serviu brevemente como governador do estado do Tennessee durante o período entre a posse de Johnson como vice-presidente dos Estados Unidos em 4 de março de 1865 e a posse do governador eleito, William Gannaway Brownlow, em 5 de abril de 1865.

## Início de vida
East nasceu no Condado de Davidson, Tennessee, um dos dez filhos de Edward Hyde East e Cecelia Buchanan East. Seu avô paterno, Benjamin East, havia migrado da Inglaterra no século XVIII. Seu pai serviu como um juiz de paz para o Condado de Davidson e foi um apoiador do candidato presidencial do partido Whig Hugh Lawson White em 1836.
East frequentou o Washington Institute em Nashville, na década de 1840 e se formou em literatura em 1850. Ele então estudou direito na Cumberland University Law School (atualmente Cumberland School of Law), graduando-se com um Bacharel em direito, em 1854. Depois disso, ele exerceu a advocacia em Nashville.

## Carreira política
Em 1859 East, que ao longo da vida foi do partido Whig, foi eleito para a Câmara dos Representantes do Tennessee como um membro de um partido de oposição que os Whigs do estado estavam formando após o colapso do partido Whig nacional. Nos meses que antecederam a Guerra Civil, East foi claramente contra a secessão. Quando o estado começou a alinhar-se com a Confederação, demitiu-se de seu cargo na Câmara dos Representantes. Enquanto ele apoiou a União, ele se recusou a pegar em armas contra o Sul e retirou-se da vida pública.
Em março de 1862, o exército da União ocupou Nashville e o ex-governador Andrew Johnson foi nomeado governador militar do estado. Pouco depois, Johnson montou seu gabinete: East foi nomeado secretário de estado, Joseph S. Fowler foi nomeado Controlador e Horace Maynard foi nomeado procurador-geral. Quando Johnson foi eleito Vice-Presidente na chapa Lincoln, em novembro de 1864, as autoridades perceberam que haveria um mês entre a posse de Johnson como vice-presidente em 4 de março de 1865 e o início do governo de William Gannaway Brownlow em 5 de abril. Vários dos assessores de Lincoln sugeriram ele nomear Brownlow governador militar para este período, mas Lincoln optou por permitir a East servir como governador interino. O livro oficial (Blue Book) do Tennessee não reconhece o governo de East e não inclui seu nome em sua lista oficial de ex governadores.
Quando Johnson tornou-se Presidente após o assassinato de Lincoln, ele convidou East para servir em seu gabinete, mas East declinou. East serviu como Chanceler do Condado de Davidson, de 1869 a 1870 e da 7ª divisão do estado (criado na constituição do estado de 1870) de 1870 a 1872. Mais tarde, serviu como Conselheiro da Nashville, Chattanooga and St. Louis Railway.
Em 1874 East foi eleito para a Câmara dos Representantes do Tennessee e foi Presidente da Comissão dos meios (comissão da escrita fiscal). Como tal, ele foi articulador em convencer o estado a reconhecer e resolver seus problemas de dívida. O partido Greenback Party do estado nomeou East como seu candidato a governador em 1878, mas ele recusou a nomeação. Em 1892, East disputou para governador na chapa do partido Prohibition Party (PRO), mas ficou em quarto lugar atrás do democrata Peter Turney, do republicano George W. Winstead e do populista John P. Buchanan.

## Vida familiar e serviço filantrópico
East foi casado com Ida Horton. Eles tiveram duas filhas, Edine e Bessie.
East serviu no Conselho fiscal inaugural da Vanderbilt University. Também foi presidente do Conselho do fiscal da Escola para cegos do Tennessee  em Nashville e Presidente do Conselho de administração para o Manicômio do Tennessee. Em 1880, foi agraciado com um honorário LL.D (Doctor legum - Doutor em direito, em inglês, que é um grau acadêmico de doutorado em direito) da Universidade de Nashville. East representou a Igreja Metodista Episcopal do Sul no Conselho Ecumênico Metodista em Londres em 1881.

## Morte
East morreu no Condado de Davidson, em 12 de novembro de 1904. Ele está enterrado no cemitério do Monte das oliveiras em Nashville.

## Fonte da tradução
- Este artigo foi inicialmente traduzido, total ou parcialmente, do artigo da Wikipédia em inglês cujo título é «Edward H. East».